# متن الرحبية والفوائد الجلية في المباحث الفرضية
متن الرحبية والفوائد الجلية في المباحث الفرضية.  كتاب في الفرائض ألفه الشيخ بن باز بمثابة شرح للرحبية، كتاب جيد ونافع ويوصى الشيخ بن باز بحفظه ألفه وهو في العشرينات من عمره ويعتبر من أول مؤلفات الشيخ بن باز عليه رحمة الله عز وجل.

## وصلات خارجية
- كتاب الفوائد الجلية في المباحث الفرضية للعلامة ابن باز رحمه الله : الشيخ د. بدر العتيبي على يوتيوب.